# Автострада Мореи
Автострада Мореи (греч. Αυτοκινητόδρομος Μωρέας), также известная как Автострада Коринф — Триполис — Каламата (греч. Αυτοκινητόδρομος Κόρινθος–Τρίπολη–Καλαμάτα) или как Центрально-Пелопоннесская автострада (греч. Αυτοκινητόδρομος Κεντρικής Πελοποννήσου), условное обозначение A7 — автодорога в Пелопоннес, Греция. А7 начинается чуть западнее Коринфского перешейка, ответвляясь от греческой национальной дороги 8А (которая теперь интегрирована в Олимпию Одос). Она соединяет Коринфский перешеек и порт Каламату через Триполи.
В рамках концессионного соглашения между греческим государством и консорциумом, эксплуатирующим автомагистраль (Moreas S. A.), последний отвечает за строительство, эксплуатацию, техническое обслуживание и модернизацию автомагистрали А7. На существующих участках автострады улучшения включают в себя выпрямление опасных кривых, строительство новых туннелей, завершение строительства туннеля Артемизион, добавление большего количества светильников и модернизацию медианы на всем протяжении.

## Длина
- Коринф — Триполис: 74 км
- Коринф — Каламата: 147 км
- Лефктро — Спарта: 45,5 км
- Общая длина: 205 км

## История и дополнительная информация
Участок дороги Коринф-Триполи был построен между 1984 и 1990 годами. Дорога официально стала частью греческой дорожной сети в 1992 году. До этого греческая национальная дорога 7 (GR-7) была единственной дорогой, соединяющей Коринф и Триполи через города Немею, Аргос и Ахладокампос. Это была двухполосная дорога с опасными поворотами, особенно на участке" Колосоуртис " (κωλοσορρτηη) к западу от деревни Мылой; дорога существует и по сей день и открыта для местного движения.
Автостраде А7 приписывают роль инициатора экономического роста Триполиса. Южная часть также является частью кольцевой дорогой города Каламата, распространяющейся на местное сельское хозяйство и промышленную экономику. В конце 2016 года дорога стала полностью эксплуатироваться от начала до конца.